# Championnats d'Europe de char à voile 2003
Navigation
2002 2004
Les 40e championnats d'Europe de char à voile 2003, organisés par le pays hôte sous l'égide de la fédération internationale du char à voile, se sont déroulés à La Panne en Belgique,.

## Podiums
| Épreuve         | Or               | Argent              | Bronze            |
| --------------- | ---------------- | ------------------- | ----------------- |
| Classe Standart | Anthony Cottard  | Sylvain Lebaillif   | René Hingant      |
| Classe 2        | Pascal Demuysere | Johan Sobry         | Didier Gervais    |
| Classe 3        | Hélène Cazier    | François Grard      | Loïc Dupret       |
| Classe 5        | Xavier Faucon    | Aurélien Morandière | Alban Morandiere  |
| Classe 8        | Armin Schwarz    | Florian Kerker      | Dominik Zimmerman |

| Épreuve         | Or                          | Argent                            | Bronze |
| --------------- | --------------------------- | --------------------------------- | ------ |
| Classe Standart | Véronique Ribaud de Gineste | Marie-Christine Ribaud de Gineste |        |

## Tableau des médailles par nation
| Rang | Nation    | Or | Argent | Bronze | Total |
| ---- | --------- | -- | ------ | ------ | ----- |
| 1    | France    | 3  | 3      | 4      | 10    |
| 2    | Allemagne | 1  | 1      | 1      | 3     |
| 2    | Belgique  | 1  | 1      | -      | 2     |

| Rang | Nation | Or | Argent | Bronze | Total |
| ---- | ------ | -- | ------ | ------ | ----- |
| 1    | France | 1  | 1      | -      | 2     |